# Portia de Rossi
Portia de Rossi (n. 31 ianuarie 1973, Horsham⁠(d), Victoria, Australia) este o actriță americană. Și-a făcut debutul actoricesc în 1993, în comedia Sirens, în care a jucat alături de actorul britanic Hugh Grant. Au urmat alte roluri, care au adus-o în rândul actorilor de primă mână.
Este căsătorită din 2008 cu actrița și moderatoarea americană Ellen DeGeneres.

## Filmografie

### Film
| An   | Titlu                        | Rol                    | Note       |
| ---- | ---------------------------- | ---------------------- | ---------- |
| 1994 | Sirenele                     | Giddy                  |            |
| 1995 | The Woman in the Moon        | Shauna                 |            |
| 1997 | Scream 2                     | Sorority Sister Murphy |            |
| 1998 | Girl                         | Carla Sparrow          |            |
| 1999 | The Invisibles               | Joy                    |            |
| 1999 | American Intellectuals       | Sarah                  |            |
| 1999 | Stigmata                     | Jennifer Kelliho       |            |
| 2001 | Women in Film                | Gina                   |            |
| 2001 | Who Is Cletis Tout?          | Tess Donnelly          |            |
| 2003 | Two Girls from Leemore       | Blind Woman            |            |
| 2003 | I Witness                    | Emily Thompson         |            |
| 2003 | The Night We Called It a Day | Hilary Hunter          |            |
| 2004 | Dead & Breakfast             | Kelly                  |            |
| 2005 | Blestemat                    | Zela                   |            |
| 2009 | The Shift                    | Denise Moore           | [ 1 ]      |
| 2014 | Unity                        | Naratoare              | Documentar |
| 2015 | Now Add Honey                | Beth Halloway          |            |

### Televiziune
| An                         | Titlu                                           | Rol                                   | Note                                                      |
| -------------------------- | ----------------------------------------------- | ------------------------------------- | --------------------------------------------------------- |
| 1995–1996                  | Too Something                                   | Maria Hunter                          | Rol principal; 22 episoade                                |
| 1996–1997                  | Nick Freno: Licensed Teacher                    | Elana Lewis                           | Rol principal; 22 episoade                                |
| 1997                       | Veronica's Closet                               | Carolyn                               | Episodul: "Veronica's First Date"                         |
| 1998                       | Astoria                                         |                                       | Film TV                                                   |
| 1998                       | A Breed Apart                                   | Lana Collins                          | Film TV                                                   |
| 1998–2002                  | Ally McBeal                                     | Nelle Porter                          | Rol principal; 89 episoade                                |
| 1999                       | Ally                                            | Nelle Porter                          | Rol principal; 12 episoade; spin-off al Ally McBeal       |
| 2002                       | The Glow                                        | Jackie Lawrence                       | Film TV                                                   |
| 2002                       | Zona crepusculară                               | Laurel Janus                          | Episodul: "Dead Man's Eyes"                               |
| 2003                       | America's Prince: The John F. Kennedy Jr. Story | Carolyn Bessette-Kennedy              | Film TV                                                   |
| 2003                       | Mister Sterling                                 | Lauren Barnes                         | 2 episoade: "Wish List" și "Final Passage"                |
| 2003–2006, 2013, 2018–2019 | Arrested Development                            | Lindsay Bluth Fünke                   | Rol principal; 70 episoade                                |
| 2007–2009                  | Nip/Tuck                                        | Olivia Lord                           | Rol secundar (sezonul 5); 10 episoade                     |
| 2009–2010                  | Better Off Ted                                  | Veronica Palmer                       | Rol principal; 26 episoade                                |
| 2012                       | Mockingbird Lane                                | Lily Munster                          | Episod pilot                                              |
| 2014                       | Sean Saves the World                            | Jill                                  | Episodul: "The Joy of Ex"                                 |
| 2014–2017                  | Scandal                                         | Elizabeth North                       | Rol secundar (sezonul 4), rol principal (sezoanele 5–6)   |
| 2017                       | Santa Clarita Diet                              | Dr. Wolf                              | 2 episoade: "The Book!" și "Baka, Bile and Baseball Bats" |
| 2017                       | Doc McStuffins                                  | Edie (voce)                           | Episodul: The Emergency Plan"                             |
| 2017                       | Family Guy                                      | Bonnie Swanson (voce de apel - farsă) | Episodul: "A House Full of Peters"                        |